# Thomas J. Yorke
Thomas Jones Yorke (* 25. März 1801 in Hancock’s Bridge, Salem County, New Jersey; † 4. April 1882 in Salem, New Jersey) war ein US-amerikanischer Politiker. Zwischen 1837 und 1839 sowie nochmals zwischen 1841 und 1843 vertrat er den Bundesstaat New Jersey im US-Repräsentantenhaus.

## Werdegang
Thomas Yorke besuchte die öffentlichen Schulen seiner Heimat sowie die Salem Academy. Während des Britisch-Amerikanischen Krieges von 1812 war er Kundschafter für die US Army. Er studierte Jura, ohne aber als Rechtsanwalt zu arbeiten. Nach dem Krieg von 1812 arbeitete er in Salem im Handel. Im Jahr 1830 war Yorke Steuereinnehmer im Salem County. In den Jahren 1833 und 1834 sowie von 1845 bis 1854 fungierte er als Richter in seinem Heimatbezirk. Mitte der 1835er Jahre schloss er sich der Whig Party an. Im Jahr 1835 saß Yorke als Abgeordneter in der New Jersey General Assembly.
Bei den Kongresswahlen des Jahres 1836 wurde Yorke für den sechsten Sitz von New Jersey in das US-Repräsentantenhaus in Washington, D.C. gewählt, wo er am 4. März 1837 die Nachfolge von William Norton Shinn antrat. Er wurde auch im Jahr 1838 bestätigt, vom Kongress aber nicht zugelassen. Damit konnte er bis zum 3. März 1839 zunächst nur eine Legislaturperiode im Kongress absolvieren. Im Jahr 1840 wurde Yorke erneut in das US-Repräsentantenhaus gewählt und dort diesmal auch zugelassen, woraufhin er am 4. März 1841 Peter Dumont Vroom ablöste, der zwei Jahre zuvor sein Nachfolger geworden war. Bis zum 3. März 1843 konnte er damit eine weitere Amtszeit im Kongress verbringen. Damals war er Vorsitzender des Ausschusses zur Kontrolle der Ausgaben des Marineministeriums. Seine zweite Legislaturperiode war von den Spannungen zwischen Präsident John Tyler und den Whigs geprägt. Außerdem wurde damals bereits über eine mögliche Annexion der seit 1836 von Mexiko unabhängigen Republik Texas diskutiert.
Nach dem Ende seiner Zeit im US-Repräsentantenhaus stieg Yorke in das Eisenbahngeschäft ein. In den folgenden Jahrzehnten war er bei mehreren Eisenbahngesellschaften in führender Position angestellt. Er wurde Direktor und Präsident verschiedener Unternehmen. Thomas Yorke starb am 4. April 1882 in Salem.